# ريتشارد هارفي (لاعب كريكت)
ريتشارد هارفي (3 أغسطس 1974 في المملكة المتحدة - ) (بالإنجليزية: Richard Harvey)‏ هو لاعب كريكت بريطاني. لعب مع نادي مقاطعة ستافوردشاير للكريكت ‏.

## وصلات خارجية
- ريتشارد هارفي على موقع إي آس بي آن كريك إنفو (الإنجليزية)